# Radusz (Kołczygłowy)
Radusz (deutsch Reddies) ist ein Dorf in der Woiwodschaft Pommern in Polen. Es gehört zur Gmina Kołczygłowy (Gemeinde Alt Kolziglow) im Powiat Bytowski (Bütower Kreis). 
Das Dorf liegt in Hinterpommern, etwa 200 km nordöstlich von Stettin und etwa 95 km westlich von Danzig.
Reddies bildete bis 1938 eine eigene Landgemeinde im Kreis Rummelsburg in der preußischen Provinz Pommern. Im Jahre 1925 wurden in Reddies 373 Einwohner in 75 Haushaltungen gezählt. Neben Reddies bestanden in der Gemeinde die Wohnplätze Charlottenhof, Jägerhaus, Karlshof, Siedler Abbau, Stübken und Windmühle. Zum 1. Oktober 1938 wurde Reddies in die benachbarte Landgemeinde Alt Kolziglow eingemeindet.
1945 kam Reddies, wie alle Gebiete östlich der Oder-Neiße-Linie, an Polen. Reddies erhielt den polnischen Ortsnamen „Radusz“.